# Rider in the Rain
"Rider in the Rain" is een nummer van de Amerikaanse singer-songwriter Randy Newman. Het verscheen op zijn album Little Criminals uit 1977. Op 12 juli 1978 werd het uitgebracht als de derde en laatste single van het album.

## Achtergrond
"Rider in the Rain" is geschreven door Randy Newman en geproduceerd door Russ Titelman en Lenny Waronker. Het nummer is een parodie op cowboymuziek. Newman neemt het personage van een cowboy aan, die "het land verkracht en berooft". Op het lied zijn JD Souther en Eagles-leden Don Henley en Glenn Frey als achtergrondzangers te horen; Souther en Frey doen ook mee op "Short People" en "Baltimore", die ook allebei op Little Criminals staan. In een interview met NME omschreef Newman het als een "belachelijk" nummer, maar noemde hij de bijdrage van de Eagles "goed".
"Rider in the Rain" werd alleen een hit in Nederland. Het is de enige single van Newman die in zowel de Top 40 als in de Nationale Hitparade terecht kwam. Het piekte in deze hitlijsten respectievelijk op de posities 27 en 33. Het lied is gecoverd door onder meer Patti Austin.

## Hitnoteringen

### Nederlandse Top 40
| Hitnotering: 03-06-1978 t/m 24-06-1978 | Hitnotering: 03-06-1978 t/m 24-06-1978 | Hitnotering: 03-06-1978 t/m 24-06-1978 | Hitnotering: 03-06-1978 t/m 24-06-1978 | Hitnotering: 03-06-1978 t/m 24-06-1978 | Hitnotering: 03-06-1978 t/m 24-06-1978 |
| Week                                   | 1                                      | 2                                      | 3                                      | 4                                      |                                        |
| -------------------------------------- | -------------------------------------- | -------------------------------------- | -------------------------------------- | -------------------------------------- | -------------------------------------- |
| Nummer                                 | 33                                     | 29                                     | 27                                     | 33                                     | uit                                    |

### Nationale Hitparade
| Hitnotering: 03-06-1978 t/m 24-06-1978 | Hitnotering: 03-06-1978 t/m 24-06-1978 | Hitnotering: 03-06-1978 t/m 24-06-1978 | Hitnotering: 03-06-1978 t/m 24-06-1978 | Hitnotering: 03-06-1978 t/m 24-06-1978 | Hitnotering: 03-06-1978 t/m 24-06-1978 |
| Week                                   | 1                                      | 2                                      | 3                                      | 4                                      |                                        |
| -------------------------------------- | -------------------------------------- | -------------------------------------- | -------------------------------------- | -------------------------------------- | -------------------------------------- |
| Nummer                                 | 37                                     | 44                                     | 33                                     | 49                                     | uit                                    |

### NPO Radio 2 Top 2000
| Nummer met noteringen in de NPO Radio 2 Top 2000 | '99  | '00 | '01  | '02  | '03  | '04  | '05  | '06  | '07 | '08  |
| ------------------------------------------------ | ---- | --- | ---- | ---- | ---- | ---- | ---- | ---- | --- | ---- |
| Rider in the Rain                                | 1448 | -   | 1249 | 1618 | 1496 | 1923 | 1956 | 1787 | -   | 1926 |

1. ↑  Een '-' betekent dat het nummer niet was genoteerd en een vetgedrukt getal geeft de hoogste notering aan.
2. ↑  Deze tabel is bijgewerkt tot en met de laatste editie (2024).